# Arturo Buzzi-Peccia
Arturo Buzzi-Peccia (Milà, Itàlia, 13 d'octubre de 1854 – Nova York, 29 d'agost de 1943) fou un professor de cant i compositor de cançons italià.

## Biografia
Buzzi-Peccia va néixer a Milà, fill d'Antonio i Clotilde Peccia. El 1868 va ser acceptat al Conservatori de Milà, on va estudiar composició amb Antonio Bazzini. A finals de la dècada del 1870 va anar a París per a continuar els seus estudis, ara amb Massenet i Sant-Saëns. Va retornar a Itàlia, primer a la ciutat de Milà i finalment es va establir a Torí com a professor de cant.
Va començar a escriure música quan encara era un estudiant. Va compondre tres cançons per assegurar-se el diploma del Conservatori de Milà, l'any 1875. L'any 1886 es va representar a La Scala de Milà la seva obra Visione e Baccanale romano. El seu poema simfònic Re Harfagar va rebre l'aclamació de la crítica a la seva estrena a La Scala el 1888. El 1897 va estrenar a Torí la seva òpera Forza d'amore, dirigida per Arturo Toscanini. Una de les seves obres més conegudes és Lolita: Serenata spagnola (1892), enregistrada per molts cantants de l'època, incloent-hi Enrico Caruso, Titta Ruffo i Franco Corelli. El seu Mal d'amore va ser cantat per Joseph Schmidt en la pel·lícula de 1934 My Song Goes Round the World. La majoria de les seves cançons van ser escrites en italià, però també va escriure lletres en francès i en anglès. La seva cançó més famosa, La cigarette du Paradis, va ser escrita en francès.
Va anar als Estats Units el 1898 com a professor de cant del Chicago Musical College, amb referències dels famosos compositors Giuseppe Verdi i Arrigo Boito. Dos anys més tard, Buzzi-Peccia es va traslladar a Nova York per ensenyar al Metropolitan College of Music. Va ser el primer professor de cant d'Alma Gluck i de Sophie Braslau. Un altre alumne de Buzzi-Peccia va ser la poeta Dorothy Caruso, esposa d'Enrico Caruso.
A més de Caruso, molts artistes van enregistrar cançons de Buzzi-Peccia, entre ells Beniamino Gigli, Carlo Bergonzi, Mario Lanza, Luciano Pavarotti, Giuseppe Di Stefano, i Roberto Alagna.

## Obres (selecció)

### Cançons
- Ave Maria
- Baciami
- Black Magic, text de C. D. Isaacson
- Brezza marina, barcarolla per a pianoforte
- Capriccioso in re, per a pianoforte
- La Cigarette du Paradis, text en anglès de R. Lorfin[6]
- Colombetta: Serenata veneziana
- Come buy, de The Winter's Tale (el conte d'hivern) de William Shakespeare
- The Conscientious Deacon, text de Vachel Lindsay
- Eternal Light! (Lux eterna)
- Fair Dreams; text d'Axel, versió anglesa de P. C. Warren
- A Fly Song, text de J. D. Wells.
- Four French Songs (1915)
- Quatre cançons sobre textos de Rabindranath Tagore, 1920, publicades per Oliver Ditson:

1. Forget the Night
2. In the Flower Garden
3. The Song of Ahez the Pale
4. When I go alone

- Gloria; duo per a soprano i contralt, text de M. C. Schuyler
- Going to War
- Good Night my Love
- Lolita (1892)
- Mariolina (ca. 1934)
- Inno all'amore (1904)
- Mal d'amore
- Torna amore
- Two Encore Songs

1. "My mother bids me spend my smiles", text de Thomas Hood
2. "Venus' runaway", text de Ben Jonson.

### Música per a piano
- Galanteries, causeries pour piano